# Glen Echo (Maryland)
Glen Echo es un pueblo ubicado en el condado de Montgomery en el estado estadounidense de Maryland. En el año 2010 tenía una población de 255 habitantes y una densidad poblacional de 850 personas por km².

## Geografía
Glen Echo se encuentra ubicado en las coordenadas 38°58′7″N 77°8′33″O / 38.96861, -77.14250.

## Demografía
Según la Oficina del Censo en 2000 los ingresos medios por hogar en la localidad eran de $122,409 y los ingresos medios por familia eran $134,741. Los hombres tenían unos ingresos medios de $64,375 frente a los $76,784 para las mujeres. La renta per cápita para la localidad era de $56,728. Alrededor del 1.7% de la población estaba por debajo del umbral de pobreza.

## Personajes célebres
- Clara Barton[5]